# Daniel Hannan
Daniel John (Dan) Hannan (Lima (Peru), 1 september 1971) is een in Peru geboren Brits conservatief politicus, journalist en columnist. Hij zetelde tussen 1999 en 2020 in het Europees Parlement.

## Levensloop
Hij is getrouwd en heeft twee dochters. Sinds 1999 zetelt hij voor de Conservative Party in het Europees Parlement. Daarvoor was hij medewerker bij de European Research Group, journalist bij The Daily Telegraph en adviseur van de voormalige Britse ministers Michael Howard en William Hague, respectievelijk op binnen- en buitenlandse zaken. In 1999 werd hij verkozen als de jongste Europarlementariër.
Na zijn opleiding aan Marlborough College studeerde Hannan hedendaagse geschiedenis aan de Universiteit van Oxford. Hannan was er ook voorzitter van de Oxford University Conservative Association. Tijdens zijn universiteitsjaren richtte hij ook de Campaign for an Independent Britain op en werd hij actief binnen de Bruges Group. Later zou hij ook nog mee aan de wieg staan van Direct Democracy. Zijn opvattingen gelden doorgaans als libertarisch, atlantisch en eurosceptisch.
Hij spreekt - naast het Engels - ook nog perfect Frans en Spaans, en geeft vaak lezingen en gastcolleges in deze taalgebieden.
Daniel Hannan was de allereerste verkozene in het Verenigd Koninkrijk om te ijveren voor een referendum over de Europese Grondwet. Hij verzet zich ook tegen elke verdere Europese regulering van de geneesmiddelenindustrie, de landbouwsector en de buitenlandse aankopen van drank en tabakswaren. Op binnenlands vlak is Hannan voor het afschaffen van de Regional Assemblies in het Verenigd Koninkrijk. Ook in het buitenland is Hannan zeer actief in anti-Europese campagnes zoals in Denemarken (2000) en Zweden (2003) in de aanloop naar de referenda over de euro, in Frankrijk en Nederland (2005) in de aanloop naar de referenda over de Europese Grondwet, en in Ierland (2008) in de aanloop naar het referendum over het Verdrag van Lissabon. Hij kreeg het ook gedaan van Frankrijk om Britse immigratiediensten toegang te verlenen tot de terminals van de Eurostar op het Europese vasteland.
In het Europarlement zetelt hij in de commissie voor de visserij en als plaatsvervanger in de commissie voor grondwettelijke aangelegenheden. Verder maakte hij ook deel uit van de parlementaire delegatie voor Afghanistan.
In januari 2008 was Hannan in het Europees Parlement een van de voormannen in de filibustercampagne tegen de ratificatie van het Verdrag van Lissabon, o.a. door in navolging van de klassieke orator Cato de Oudere elke speech in het parlement af te sluiten met het adagium Pactio Olisipiensis Censenda Est, oftewel "het Verdrag van Lissabon moet ter stemming aan het volk voorgelegd worden." Toen het Europees Parlement echter de procedures veranderde om het gefilibuster een halt toe te roepen en Hannan daarop reageerde met een vergelijking tussen deze procedure-amendementen en de Machtigingswet waarmee de nazi's in 1933 de dictatuur van Adolf Hitler legitimeerden, kondigde Joseph Daul, de fractieleider van de Europese Volkspartij in het Europees Parlement, aan de procedure in te zetten om Hannan uit zijn fractie te laten zetten. Met succes overigens, want sinds februari 2008 zit Hannan samen met zijn strijdmakker Roger Helmer als niet-fractiegebondene in het Europees Parlement. Mede door de uitzettingen van Helmer en Hannan besliste de conservatieve partijleider David Cameron om vanaf 2009 alle Tory-verkozenen in een andere Europese fractie onder te brengen, die de naam kreeg van Movement for European Reform.
In april 2008 werd Daniel Hannan door de Tory-partijleden beloond voor zijn principiële standpunten en kreeg hij het lijsttrekkerschap toebedeeld voor de Europese verkiezingen van 2009. Daarmee was hij zeker van zijn herverkiezing in het Europees Parlement. Hij werd aangeduid als lijsttrekker voor de Europese verkiezingen 2014 in de kiesomschrijving South East England.
Hannan stond aan de wieg van de vote leave-campagne. Na het referendum stelde hij zich in 2019 nog wel herkiesbaar en bleef lid van het Europees parlement tot de dag dat het Verenigd Koninkrijk de Unie verliet.
In februari 2020, bij aanvang van de coronapandemie, tweette Hannan dat 'het coronavirus je echt niet gaat doden', een tweet die hij in de maanden daarop verwijderde.

## Publicaties
Hannan schreef of schrijft artikels, opiniestukken en columns voor The Daily Telegraph, The Wall Street Journal, The Sunday Telegraph, Weltwoche, The Catholic Herald, Freedom Today, Die Welt, The Spectator en The Brussels Journal.
Onder boekvorm verschenen:
- A Treaty Too Far (1992).
- Time for a Fresh Start in Europe (1993).
- Towards 1996: Britain in a Multi-Speed Europe (1994).
- The Challenge of the East (1996).
- A Guide to the Amsterdam Treaty (1997).
- The Euro: Bad for Business (1998).
- What if Britain Votes No? (2002).
- The Case for EFTA (2004).
- Direct Democracy: An Agenda for a New Model Party (2005).
- The Plan: Twelve Months to Renew Britain (2008).
- Why America Must Not Follow Europe (2011).
- The New Road to Serfdom: A Letter of Warning to America (2011).
- A Doomed Marriage: Britain and Europe (2012).
- How We Invented Freedom & Why It Matters (2013).

Hij schreef ook:
- een hoofdstuk in het boek The future of the NHS (2006) van Michelle Tempest;
- twee hoofdstukken in Treason at Maastricht (1994) van Rodney Atkinson en Norris McWhirter;
- het merendeel van The Localist Papers (2007), een serie van zes pamfletten over directe democratie.